# サガリバナ
サガリバナ（下り花、Barringtonia racemosa）は、サガリバナ科の常緑高木。別名、サワフジ。

## 分布
アフリカ東岸部から、インド、東南アジア、太平洋地域に及ぶ熱帯・亜熱帯に分布。日本では南西諸島（奄美大島以南）に自生する。
八重山列島の石垣島及び西表島に大規模な自生群落がある。石垣島北部の平久保半島では、近年、4万本を超す2ヶ所の自生地が発見され、西表石垣国立公園に指定されている。また、ほぼ全域が西表石垣国立公園に指定されている西表島では、仲間川、前良川、後良川、浦内川等の下流域に自生群落が見られる。

## 形態

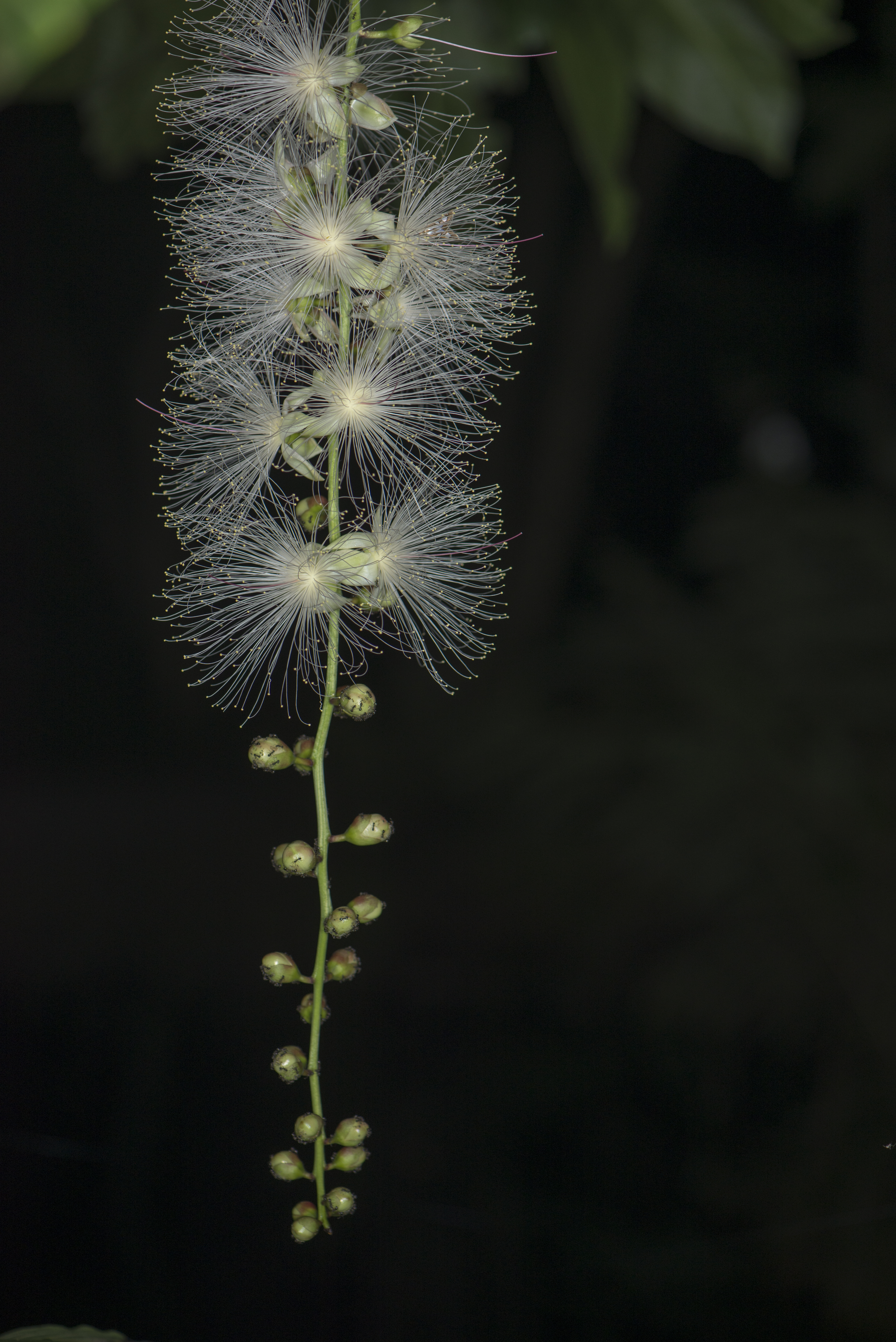
サガリバナの花序

長さ20-60cmの総状花序が垂れ下がり、花は横向きにつく。花は6-8月の夜間に開き、芳香を放つ。花弁は白または淡紅色で4枚あり、おしべは多数。
一つ一つの花は一夜限りと短命で、開花翌日の午前にはめしべを残して散る。西表島の自生地では散った花が川面に浮く様子が見られ、開花期にはカヌーによる観覧ツアーも行われる。
葉は、枝先に密生し、倒卵状長楕円で長さ10-30cm。縁に鈍鋸歯がある。
果実は、卵形で長さ5cm前後。

## 生態
マングローブの後背地や川沿いの湿地に生育する。種子は水に浮き、漂流して繁殖する。

## 利用
花が美しいため栽培もされる。果実や樹皮は、砕いて魚毒漁に用いられる。

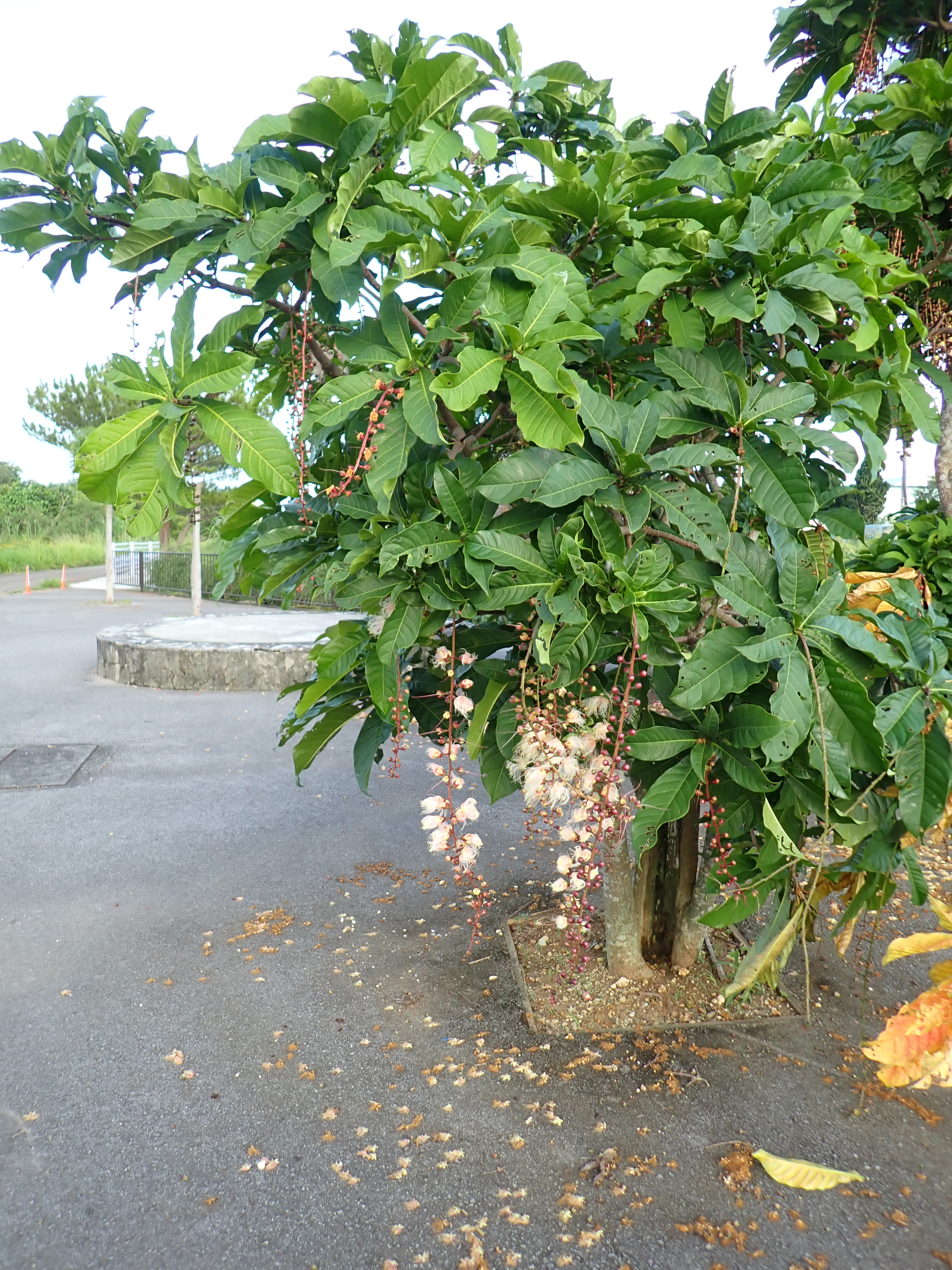
サガリバナ
（沖縄県石垣市新川 植栽）